# Eneco Tour 2010
L'Eneco Tour 2010, 6a edició de l'Eneco Tour, és una competició ciclista que es desenvolupà entre el 17 i el 24 d'agost de 2010. La prova forma part de l'UCI ProTour 2010 i del Calendari mundial UCI 2010.
La victòria fou per l'alemany Tony Martin (Team HTC-Columbia) que s'imposà per davant de Koos Moerenhout (Rabobank) i Edvald Boasson Hagen (Team Sky), vencedor de l'edició anterior. Martin va basar la seva victòria en una escapada en la 3a etapa, junt a Moerenhout, que els permeté agafar quasi un minut i mig respecte a la resta de rivals. La seva victòra en la contrarellotge final confirmà la seva victòria.

## Equips participants
Com a prova ProTour els 18 equips d'aquesta categoria hi prenen part. Són convidats a participar-hi tres equips continentals professionals: Skil-Shimano, Topsport Vlaanderen-Mercator i Vacansoleil.
En total seran 167 ciclistes repartits entre 21 equips.
| - AG2R La Mondiale - Team Astana - Team Katusha - Caisse d'Epargne - Team Sky - Euskaltel-Euskadi - FDJ | - Footon-Servetto - Garmin-Transitions - Lampre-Farnese Vini - Liquigas-Doimo - Quick Step - Rabobank - Omega Pharma-Lotto | - Skil-Shimano - Team HTC-Columbia - Team RadioShack - Team Milram - Team Saxo Bank - Topsport Vlaanderen-Mercator - Vacansoleil |

## Recorregut i etapes
| Etapa    | Data       | Recorregut                                 | Km    | Vencedor d'etapa | Líder de la general |
| Pròleg   | 17 d'agost | Steenwijk (NED) (CRI)                      | 5,2   | Svein Tuft       | Svein Tuft          |
| 1a etapa | 18 d'agost | Steenwijk (NED) - Rhenen (NED)             | 178,0 | Robbie McEwen    | Svein Tuft          |
| 2a etapa | 19 d'agost | Sint Willebrord (NED) - Ardooie (BEL)      | 198,5 | André Greipel    | Svein Tuft          |
| 3a etapa | 20 d'agost | Ronse (BEL) - Ronse (BEL)                  | 191,8 | Koos Moerenhout  | Tony Martin         |
| 4a etapa | 21 d'agost | Sint-Lievens-Houtem (BEL) - Roermond (NED) | 214,4 | Greg Henderson   | Tony Martin         |
| 5a etapa | 22 d'agost | Roermond (NED) - Sittard (NED)             | 204,0 | Jack Bobridge    | Tony Martin         |
| 6a etapa | 23 d'agost | Bilzen (BEL) - Heers (BEL)                 | 205,6 | André Greipel    | Tony Martin         |
| 7a etapa | 25 d'agost | Genk (BEL) (CRI)                           | 16,9  | Tony Martin      | Tony Martin         |

## Etapes

### Pròleg
17 d'agost de 2010 – Steenwijk (Països Baixos), 5,2 km
| Resultats del Pròleg i classificació general en acabar \| \| Ciclista \| Equip \| Temps \| \| - \| -------------------- \| ------------------ \| ------ \| \| 1 \| Svein Tuft \| Garmin-Transitions \| 6' 18" \| \| 2 \| Jos van Emden \| Rabobank ProTeam \| + 5" \| \| 3 \| Lars Boom \| Rabobank ProTeam \| + 6" \| \| 4 \| Maarten Tjallingii \| Rabobank ProTeam \| + 6" \| \| 5 \| Edvald Boasson Hagen \| Team Sky \| + 7" \| |                      |                    |        |
| | Ciclista             | Equip              | Temps  |
| 1 | Svein Tuft           | Garmin-Transitions | 6' 18" |
| 2 | Jos van Emden        | Rabobank ProTeam   | + 5"   |
| 3 | Lars Boom            | Rabobank ProTeam   | + 6"   |
| 4 | Maarten Tjallingii   | Rabobank ProTeam   | + 6"   |
| 5 | Edvald Boasson Hagen | Team Sky           | + 7"   |

### Etapa 1
18 d'agost de 2010 – Steenwijk (Països Baixos) - Rhenen (Països Baixos), 178,0 km
|   | Ciclista              | Equip                 | Temps      |
| - | --------------------- | --------------------- | ---------- |
| 1 | Robbie McEwen         | Team Katusha          | 4h 16' 34" |
| 2 | Lucas Sebastián Haedo | Team Saxo Bank        | m. t.      |
| 3 | Allan Davis           | Astana Qazaqstan Team | m. t.      |
| 4 | Francesco Chicchi     | Liquigas-Doimo        | m. t.      |
| 5 | Jurgen Roelandts      | Omega Pharma-Lotto    | m. t.      |

|   | Ciclista             | Equip              | Temps      |
| - | -------------------- | ------------------ | ---------- |
| 1 | Svein Tuft           | Garmin-Transitions | 4h 22' 52" |
| 2 | Jos van Emden        | Rabobank ProTeam   | + 5"       |
| 3 | Lars Boom            | Rabobank ProTeam   | + 6"       |
| 4 | Maarten Tjallingii   | Rabobank ProTeam   | + 6"       |
| 5 | Edvald Boasson Hagen | Team Sky           | + 7"       |

### Etapa 2
19 d'agost de 2010 – Sint Willebrord (Països Baixos) - Ardooie (Bèlgica), 198,5 km
|   | Ciclista              | Equip             | Temps      |
| - | --------------------- | ----------------- | ---------- |
| 1 | André Greipel         | Team HTC-Columbia | 4h 46' 50" |
| 2 | Robbie McEwen         | Team Katusha      | m. t.      |
| 3 | Edvald Boasson Hagen  | Team Sky          | m. t.      |
| 4 | Lucas Sebastián Haedo | Team Saxo Bank    | m. t.      |
| 5 | Iauhèn Hutaròvitx     | FDJ               | m. t.      |

|   | Ciclista             | Equip              | Temps      |
| - | -------------------- | ------------------ | ---------- |
| 1 | Svein Tuft           | Garmin-Transitions | 9h 09' 42" |
| 2 | Edvald Boasson Hagen | Team Sky           | + 3"       |
| 3 | André Greipel        | Team HTC-Columbia  | + 4"       |
| 4 | Jos van Emden        | Rabobank ProTeam   | + 5"       |
| 5 | Lars Boom            | Rabobank ProTeam   | + 6"       |

### Etapa 3
20 d'agost de 2010 – Ronse (Bèlgica), 191,8 km
|   | Ciclista             | Equip                 | Temps      |
| - | -------------------- | --------------------- | ---------- |
| 1 | Koos Moerenhout      | Rabobank ProTeam      | 4h 35' 51" |
| 2 | Tony Martin          | Team HTC-Columbia     | m. t.      |
| 3 | Allan Davis          | Astana Qazaqstan Team | + 1' 24"   |
| 4 | Edvald Boasson Hagen | Team Sky              | + 1' 24"   |
| 5 | Jurgen Roelandts     | Omega Pharma-Lotto    | + 1' 24"   |

|   | Ciclista             | Equip              | Temps       |
| - | -------------------- | ------------------ | ----------- |
| 1 | Tony Martin          | Team HTC-Columbia  | 13h 45' 31" |
| 2 | Koos Moerenhout      | Rabobank ProTeam   | + 10"       |
| 3 | Svein Tuft           | Garmin-Transitions | + 1' 26"    |
| 4 | Edvald Boasson Hagen | Team Sky           | + 1' 28"    |
| 5 | Lars Boom            | Rabobank ProTeam   | + 1' 32"    |

### Etapa 4
21 d'agost de 2010 – Sint-Lievens-Houtem (Bèlgica) - Roermond (Països Baixos), 214,4 km
|   | Ciclista             | Equip          | Temps      |
| - | -------------------- | -------------- | ---------- |
| 1 | Greg Henderson       | Team Sky       | 4h 46' 46" |
| 2 | Kenny van Hummel     | Skil-Shimano   | m. t.      |
| 3 | Edvald Boasson Hagen | Team Sky       | m. t.      |
| 4 | Alex Rasmussen       | Team Saxo Bank | m. t.      |
| 5 | Robbie McEwen        | Team Katusha   | m. t.      |

|   | Ciclista             | Equip              | Temps       |
| - | -------------------- | ------------------ | ----------- |
| 1 | Tony Martin          | Team HTC-Columbia  | 18h 32' 17" |
| 2 | Koos Moerenhout      | Rabobank ProTeam   | + 10"       |
| 3 | Edvald Boasson Hagen | Team Sky           | + 1' 24"    |
| 4 | Svein Tuft           | Garmin-Transitions | + 1' 26"    |
| 5 | Lars Boom            | Rabobank ProTeam   | + 1' 32"    |

### Etapa 5
22 d'agost de 2010 – Roermond (Països Baixos) - Sittard (Països Baixos), 204,0 km
|   | Ciclista           | Equip                        | Temps      |
| - | ------------------ | ---------------------------- | ---------- |
| 1 | Jack Bobridge      | Garmin-Transitions           | 4h 48' 25" |
| 2 | Rubén Pérez Moreno | Euskaltel–Euskadi            | + 4"       |
| 3 | Thomas De Gendt    | Topsport Vlaanderen-Mercator | + 4"       |
| 4 | Michael van Stayen | Topsport Vlaanderen-Mercator | + 4"       |
| 5 | Gorik Gardeyn      | Vacansoleil                  | + 4"       |

|   | Ciclista             | Equip              | Temps       |
| - | -------------------- | ------------------ | ----------- |
| 1 | Tony Martin          | Team HTC-Columbia  | 23h 18' 10" |
| 2 | Koos Moerenhout      | Rabobank ProTeam   | + 10"       |
| 3 | Edvald Boasson Hagen | Team Sky           | + 1' 24"    |
| 4 | Svein Tuft           | Garmin-Transitions | + 1' 26"    |
| 5 | Lars Boom            | Rabobank ProTeam   | + 1' 32"    |

### Etapa 6
23 d'agost de 2010 – Bilzen (Bèlgica) - Heers (Bèlgica), 205,6 km
|   | Ciclista              | Equip              | Temps      |
| - | --------------------- | ------------------ | ---------- |
| 1 | André Greipel         | Team HTC-Columbia  | 5h 12' 25" |
| 2 | Jurgen Roelandts      | Omega Pharma-Lotto | m. t.      |
| 3 | Edvald Boasson Hagen  | Team Sky           | m. t.      |
| 4 | Elia Viviani          | Liquigas-Doimo     | m. t.      |
| 5 | Lucas Sebastián Haedo | Team Saxo Bank     | m. t.      |

|   | Ciclista             | Equip              | Temps       |
| - | -------------------- | ------------------ | ----------- |
| 1 | Tony Martin          | Team HTC-Columbia  | 28h 30' 33" |
| 2 | Koos Moerenhout      | Rabobank ProTeam   | + 11"       |
| 3 | Edvald Boasson Hagen | Team Sky           | + 1' 22"    |
| 4 | Svein Tuft           | Garmin-Transitions | + 1' 28"    |
| 5 | Lars Boom            | Rabobank ProTeam   | + 1' 31"    |

### Etapa 7
24 d'agost de 2010 – Genk (Bèlgica), 16,9 km
|   | Ciclista           | Equip             | Temps   |
| - | ------------------ | ----------------- | ------- |
| 1 | Tony Martin        | Team HTC-Columbia | 20' 24" |
| 2 | Maarten Tjallingii | Rabobank ProTeam  | + 6"    |
| 3 | Alex Rasmussen     | Team Saxo Bank    | + 9"    |
| 4 | Richie Porte       | Team Saxo Bank    | + 20"   |
| 5 | Koos Moerenhout    | Rabobank ProTeam  | + 20"   |

|   | Ciclista             | Equip              | Temps       |
| - | -------------------- | ------------------ | ----------- |
| 1 | Tony Martin          | Team HTC-Columbia  | 28h 50' 57" |
| 2 | Koos Moerenhout      | Rabobank ProTeam   | + 31"       |
| 3 | Edvald Boasson Hagen | Team Sky           | + 1' 46"    |
| 4 | Richie Porte         | Team Saxo Bank     | + 1' 57"    |
| 5 | Svein Tuft           | Garmin-Transitions | + 2' 04"    |

## Classificacions finals

### Classificació general
|    | Ciclista             | Equip              | Temps       |
| -- | -------------------- | ------------------ | ----------- |
| 1  | Tony Martin          | Team HTC-Columbia  | 28h 50' 57" |
| 2  | Koos Moerenhout      | Rabobank ProTeam   | + 31"       |
| 3  | Edvald Boasson Hagen | Team Sky           | + 1' 46"    |
| 4  | Richie Porte         | Team Saxo Bank     | + 1' 57"    |
| 5  | Svein Tuft           | Garmin-Transitions | + 2' 04"    |
| 6  | Lars Boom            | Rabobank ProTeam   | + 2' 11"    |
| 7  | Maarten Tjallingii   | Rabobank ProTeam   | + 2' 17"    |
| 8  | Andreas Klöden       | Team RadioShack    | + 2' 18"    |
| 9  | Dominique Cornu      | Skil-Shimano       | + 2' 35"    |
| 10 | Jurgen Roelandts     | Omega Pharma-Lotto | + 2' 37"    |

### Classificació dels punts
|   | Ciclista             | Equip             | Punts |
| - | -------------------- | ----------------- | ----- |
| 1 | Edvald Boasson Hagen | Team Sky          | 103   |
| 2 | Robbie McEwen        | Team Katusha      | 80    |
| 3 | Tony Martin          | Team HTC-Columbia | 80    |

### Classificació dels joves
|   | Ciclista             | Equip             | Temps       |
| - | -------------------- | ----------------- | ----------- |
| 1 | Tony Martin          | Team HTC-Columbia | 28h 50' 57" |
| 2 | Edvald Boasson Hagen | Team Sky          | + 1' 46"    |
| 3 | Richie Porte         | Team Saxo Bank    | + 1' 57"    |

## Evolució de les classificacions
| Etapa (Vencedor)           | Classificació general | Classificació dels esprints | Classificació dels joves | Classificació per equips |
| -------------------------- | --------------------- | --------------------------- | ------------------------ | ------------------------ |
| Pròleg (Svein Tuft)        | Svein Tuft            | -                           | Jos van Emden            | Rabobank ProTeam         |
| 1a etapa (Robbie McEwen)   | Svein Tuft            | Robbie McEwen               | Jos van Emden            | Rabobank ProTeam         |
| 2a etapa (André Greipel)   | Svein Tuft            | Robbie McEwen               | Edvald Boasson Hagen     | Rabobank ProTeam         |
| 3a etapa (Koos Moerenhout) | Tony Martin           | Robbie McEwen               | Tony Martin              | Rabobank ProTeam         |
| 4a etapa (Greg Henderson)  | Tony Martin           | Robbie McEwen               | Tony Martin              | Rabobank ProTeam         |
| 5a etapa (Jack Bobridge)   | Tony Martin           | Robbie McEwen               | Tony Martin              | Rabobank ProTeam         |
| 6a etapa (André Greipel)   | Tony Martin           | Edvald Boasson Hagen        | Tony Martin              | Rabobank ProTeam         |
| 7a etapa (Tony Martin)     | Tony Martin           | Edvald Boasson Hagen        | Tony Martin              | Rabobank ProTeam         |
| Final                      | Tony Martin           | Edvald Boasson Hagen        | Tony Martin              | Rabobank ProTeam         |